# Pianosonate nr. 7 (Prokofjev)
De 7e pianosonate in Bes majeur op. 83 van Sergej Prokofjev (ook wel Stalingrad genoemd) is de tweede van diens drie zogeheten oorlogssonates. Het werk is geschreven tussen 1939 en 1942 en beleefde zijn première op 18 januari 1943 in Moskou, waar Svjatoslav Richter het werk voor het eerst ten gehore bracht.

## Toelichting
Op 20 juni 1939 werd Vsevolod Meyerhold, een goede vriend en collega van Prokofjef gearresteerd door de NKVD (Stalins geheime politie), vlak voordat deze Prokofjefs nieuwe opera Semyon Kotko zou gaan instuderen. Meyerhold werd op 2 februari 1940 geëxecuteerd. Hoewel zijn dood niet bekend werd gemaakt werd de moord op Meyerholds vrouw Zinaida Raikh minder dan een maand later wel een opgemerkte gebeurtenis. Enige maanden later kreeg Prokofjef de uitnodiging om Zdravitsa (letterlijk vertaald: "Gegroet", maar vaker "Groet aan Stalin" genoemd) (op. 85) te schrijven voor de viering van Jozef Stalins 60e verjaardag.
Later in datzelfde jaar (1939) begon Prokofjef met de compositie van zijn drie pianosonates nrs. 6 (op. 82), 7 (op. 83) en 8 (op. 84). Deze drie sonates dragen de bijnaam oorlogssonates omdat het schrijven en voltooien ervan in de tijd van de Tweede Wereldoorlog plaatsvond. Deze drie sonates zijn van Prokofjefs pianomuziek de meest dissonante stukken.
Biograaf Daniel Jaffé stelt dat "Prokofjef, die zichzelf had gedwongen om een vrolijke evocatie te creëren (in Zdravitsa) van de heilstaat waarin Stalin geloofde, nu zichzelf in deze drie eropvolgende sonates zijn ware gevoelens (omtrent Stalin) zou kunnen uitdrukken" Het ironische van de 7e sonate is dat deze ondanks de bittere anti-stalinistische inslag toch een staatsprijs won: de Stalin Prijs - 2e klasse.

## Delen

### I. Allegro inquieto
Een eerbetoon aan en tegelijk een spot tegen de klassieke sonatevorm. Het tempo en de ritmes zijn zeer nerveus en spannend van karakter. Het hoofdthema is spottend en scherp, en bevatten veel luide clusterachtige akkoorden. het tweede thema is een langzame, bedachtzame melodie die door diverse toonsoorten, harmonieën en motieven heen schrijdt. Deze lange sectie mondt geleidelijk uit in een tumultueuze en zeer chromatische en gewelddadige passage. Na de reprise van een deel van het langzame tweede thema eindigt de sonate met een kort spottend fragment en een zachte snelle passage met een akkoordbreking in Bes majeur, de toonsoort van de sonate. Ondanks de aangegeven toonsoort Bes majeur is dit hele eerste deel bijna geheel atonaal.

### II. Andante caloroso[5]
Het langzame tweede deel begint met een fraai meditatief thema, maar is doordrenkt van sentimentele emoties. Jaffé wees erop dat het openingsthema is gebaseerd op Robert Schumanns lied 'Wehmut' uit de Liederkreis, Op. 39. het openingsthema vervalt al snel in extreem chromatische passages die door diverse tooncentra struinen, en na een klokachtige climax zakt het stuk terug in de sfeer van het begin.

### III. Precipitato
Het slotdeel is een toccata-achtig briljant en virtuoos deel, dat veel meer in de hoofdtoonsoort Bes majeur staat dan de rest van de sonate. De melodie van dit deel is ietwat "jazzy". Het toccata bouwt op en eindigt in een woeste sectie waarin het hoofdthema terugkeert, waarbij een fors beroep wordt gedaan op de tien vingers van de uitvoerende pianist. Het stuk eindigt triomfantelijk. Dit gedeelte van de sonate is ook gebruikt onder de openingstitels bij het racespel Gran Turismo 5.